# それいけ!アンパンマン 空とぶ絵本とガラスの靴
『それいけ!アンパンマン 空とぶ絵本とガラスの靴』（それいけアンパンマン そらとぶえほんとガラスのくつ）は1996年7月13日公開の映画『それいけ!アンパンマン』シリーズ通算第8作。同時上映作品は『それいけ！アンパンマン ばいきんまんと3ばいパンチ』。
全日本私立幼稚園連合会、社会福祉法人日本保育協会推薦作品。キャッチコピーは『忘れないで…夢と希望。』。

## 概要
香美市立やなせたかし記念館オープン記念映画として製作された。本作ではシンデレラの住むおとぎの国を舞台にし、ガラスの靴をめぐってアンパンマン達が大冒険をする作品である。
脚本は映画シリーズでは初登板となる米村正二。またゲストヒロインのカボちゃん役には女優の吉野公佳が担当し、以後の映画シリーズでゲストキャラクターの声優を女性タレントが担当する事になる。
本作の劇中音楽はワルツが多く使用され、TVシリーズではダンスシーンで使われることがある。

## あらすじ
ある日、うさぎ図書館で「シンデレラ」の続編となる本を見つけたメロンパンナ。その内容は誰もが知っているシンデレラのお話ではなく、ガラスの靴が突然二手にわかれて、シンデレラと結婚した王子様が離れ離れになってしまいおとぎの国も不幸になってしまったという内容だった。
その夜、メロンパンナが「おとぎの国に行ける事が出来たら、ガラスの靴を見つけられるのに」と物思いに耽っていると、絵本の中からふくろうのホッピーが現れた。ホッピーの話によると、魔人ガラゴンのせいでシンデレラの住んでいるおとぎの国がメチャクチャになってしまったとの事。ガラスの靴を見つけられれば、おとぎの国も元通りになるのだ。
アンパンマン達は絵本のトンネルをくぐりおとぎの世界に向かった。しかし、その様子を見ていたばいきんまんとドキンちゃんも、アンパンマン達の後を追っておとぎの国へ。ガラゴンを騙してアンパンマンをやっつけようと企むばいきんまんとガラスの靴を見つけておとぎの国のお姫様になろうと思っているドキンちゃん。
果たして、ガラスの靴の行方は? そして、おとぎの国は元の平和な世界に戻るのだろうか。

## 登場キャラクター（キャスト）
詳細はアンパンマンの登場人物一覧を参照。

### レギュラーキャラクター
アンパンマン
声 - 戸田恵子
ホッピーからおとぎの国の危機を聞かされ、一足先におとぎの国へ向かう。
ジャムおじさん
声 - 増岡弘
冒頭のマリオネット劇での役柄は、魔法使い。本番中うっかりシンデレラを「バタコ」と呼んでしまった。
バタコさん
声 - 佐久間レイ
冒頭のマリオネット劇で主役のシンデレラを演じる。新しい顔を焼く最中、下半身がガラゴンによりガラスにされてしまうが、釜戸の近くにいたため問題なく焼くことが出来た。
めいけんチーズ
声 - 山寺宏一
カボちゃんの匂いを追った。バタコさんがガラゴンにより動けなかったため、新しい顔をアンパンマンに届けた。
メロンパンナ
声 - かないみか
本作の出来事の発端を作ったキャラで、うさぎ図書館から借りた本から物語は始まった。出番も比較的多い。
しょくぱんまん
声 - 島本須美
冒頭のマリオネット劇では王子様役を務めた。終盤ドキンちゃんが助けようとしたことを知り、「ありがとう」と声をかけた。
カレーパンマン
声 - 柳沢三千代
ホッピーが頭に乗られた時はかなり不機嫌そうな顔をしていた。
ロールパンナ
声 - 冨永みーな
絵本の世界の外にいたが、メロンパンナのピンチを知り、途中参戦。本作では通常形態のみの登場。一度はガラゴンにやられるも後に無事だったことが判明し、影からメロンパンナを見守っていた。
ばいきんまん
声 - 中尾隆聖
最初はおとぎの国に興味なさげだったものの、ドキンちゃんのわがままに敵わず仕方なく同行する。そしてガラゴンを味方につけアンパンマンをやっつけようとするも失敗。ラストで「オレ様、おとぎの国なんかもうコリゴリだ～！」と叫んで映画は幕を閉じる。
前作・前々作ではドキンちゃんやホラーマンと共に一番下にクレジットされていたが、本作と同時上映作品のみクレジットがアンパンマン達の声優陣の次となった。
ドキンちゃん
声 - 鶴ひろみ
シンデレラに憧れていた。一度はガラスの靴を入手したが履けず、ばいきんまんとホラーマンが夜なべして作った厚底装置により、履けたふりをした。再度ガラゴンに襲われた際にシンデレラを騙ったが、その時のガラゴンの反応から彼の正体に勘付く。
ホラーマン
声 - 肝付兼太
いつの間にかおとぎの国に同行し、ばいきんまんとバイキンUFOに乗っていた。アンパンマン達に会うのはしばらくのようで、「久しぶりですね～」と挨拶した。終盤はドキンちゃんがしょくぱんまんと間違えてホラーマンを運び出している。
どんぶりまんトリオ
三人とも冒頭のマリオネット劇のみ登場する。役柄は、意地悪なお姉さん達。女性口調は使わず口調は元のまま。
てんどんまん
声 - 坂本千夏
カツドンマン
声 - 三ツ矢雄二
かまめしどん
声 - 山寺宏一
口調はなまり口調のままで「おひめさま」を「おしめさま」と呼んでいた。
ハンバーガーキッド
声 - 三ツ矢雄二
どんぶりまんトリオと同様、冒頭のマリオネット劇に（馬車の運転手として）参加する。
もぐりんのドリルを止めようと縄を使い、回転するスクリューに巻き込まれそうになったが、『ばいきんまんの逆襲』と同様にあかちゃんまんに助けられた。
ピクルス
ミミ先生
声 - 滝沢ロコ
カバ夫
声 - 山寺宏一
ピョン吉
声 - 原えりこ
ウサ子
声 - 中村ひろみ
クマ太
声 - 福島おりね
やかんまん
声 - 柏倉つとむ
みみ先生と共にうさぎ図書館で昼食の準備をしていた。
マリオネットちゃん
声 - 鉄炮塚葉子
冒頭のマリオネット劇の指揮を務めた。
かびるんるん

### ゲストキャラクター
カボちゃん / シンデレラ姫
声 - 吉野公佳
性別 - 女
本当の姿はシンデレラ姫だが、ガラスの靴を失った為に魔法でカボチャ人間のカボちゃんにされてしまった。元の姿に戻り、おとぎの国を救うためにガラスの靴を探している。カボちゃんのときは一人称が「あたい」でやや男勝り。強がりで生意気に見えるが、優しい心の持ち主。終盤にてガラゴンに追い詰められたが、一か八かでガラスの靴を投げつけガラゴンを倒しものの、同時に王子であることに気づき、遅すぎた解決と取り返しのつかない後悔に涙する。しかし、元に戻ったガラスの靴を履いたことで王子と共に元の姿に戻った。TV版の同名のキャラとは無関係で、容姿も性別も異なる。
ガラゴン / 王子様
声 - 飛田展男
性別 - 男
魔法で巨大なガラスの魔人にされてしまった王子。ガラスの谷でガラスの靴を守っている。ちなみに、ガラゴンの時は一人称は「オレ」だが、王子様としての一人称は「私」である。ガラスを通り抜ける力を持ち、口からまわりのものをガラスに変える朱色の液体を吐き出す。周囲をガラスに変え、そのまま移動する。透明な尻尾も武器で、怪力な上に、新しい顔のアンパンマンでもガラスを削ぐ程度なほど体も頑丈。ばいきんまん達に騙され、ドキンちゃんをシンデレラと思い込みアンパンマン達を襲い、次々ガラスに変えていったが、カボちゃんの放り投げたガラスの靴が顔に当たり転落。粉々に砕け散る。その後、カボちゃんの涙でガラスの靴が元に戻り、履くことによって砕けた破片が集まり王子の姿に戻った。
ホッピー / 妖精
声 - 伊藤美紀
性別 - 女
魔法でフクロウにされたシンデレラ城の妖精で、アンパンマンたちを「ちょっと頼りない」と評するも指南する。「ホー」とフクロウの鳴き声を交えて喋る。パンのキャラクターの頭の上によく乗るが、特にカレーパンマンの頭が気持ちいいらしい。この時彼から「俺の頭の上に乗るのはやめてくれよ」と言われている。元の姿に戻った後、メロンパンナにガラスの靴のネックレスをあげた。

### その他の登場キャラクター
ネコ美
コン太
ブタお
以上、うさぎ図書館に来ていたが「読んだってつまんないし、面白くない」という理由でメロンパンナを残して遊びに行ってしまった。
おむすびまん
こむすびまんと共にもぐりんと戦った。
どじょうおじさん
本作は青い顔で登場。
ぶたまんまん
はみがきまん
こむすびまん
アイスマントリオ
ソフトクリームマン
フラッペちゃん
アイスキャンディーマン
らくがきこぞう
コング
クレヨンマン
くろべえ
ほのおくん
フォークさん
スプーンさん
おしるこちゃん
どんぐりコロちゃん
あかちゃんまん
りんごちゃん
えのぐぼうや
以上、オープニングに登場。

## 用語
おとぎの国（おとぎのくに）
シンデレラの絵本の中にある異世界。ガラスの靴がなくなったことで、荒れ果ててしまった。
ガラスの谷（ガラスのたに）
ガラスで出来た谷。ガラゴンの住むガラスの館がある。谷から生きて還った者はいないらしい。
シンデレラ城（シンデレラじょう）
シンデレラと王子様の住む城。ガラゴンのせいなのか、かなりの部分がガラスに覆われていた。
うさぎ図書館（うさぎとしょかん）
うさぎの顔の形をした看板がある図書館。メロンパンナがシンデレラの本を見つけた。

### 乗り物と道具
アンパンマン号
ドキンUFO
ガラスの靴（ガラスのくつ）
本作のキーアイテム。片方は物語前半でカボちゃんが発見し、もう片方はガラスの館に存在した。

#### バイキンメカ
バイキンUFO
もぐりん

## スタッフ
- 原作・制作総指揮 - やなせたかし「そらとぶえほんとガラスのくつ」（フレーベル館刊）
- 製作 - 加藤俊三
- 企画 - 武井英彦
- 脚本 - 米村正二
- 主題歌 - 三木たかし
- 音楽 - いずみたく、近藤浩章
- キャラクターデザイン ・作画監督 - 前田実
- 美術 - 横山幸博
- 撮影 - 長谷川肇
- 音響監督 - 山田悦司[注釈 1]、山田智明
- 音楽監督 - 鈴木清司
- 音響効果 - 糸川幸良
- 編集 - 鶴渕允寿
- 助監督 - 佐藤豊、島崎奈々子
- プロデューサー - 山崎喜一朗、前田伸一郎、中谷敏夫、柳内一彦
- 監督 - 永丘昭典
- 原画 - 菖蒲隆彦、川越淳、山本天志、大道博政、大久保修、星名靖男、徳田悦郎、若山佳司、原田峰文、倉川英揚、山本勝也、伊東誠、梶原賢二、増田清美、高田晴仁、槙田一章、阿部航、梅原隆弘
- 文芸担当 - 小野田博之
- 制作担当 - 溝上猛
- 制作協力 - ミゾ企劃
- アニメーション制作 - キョクイチ東京ムービー
- 製作 - 日本テレビ、松竹富士、キョクイチ東京ムービー、フレーベル館、バップ

## 楽曲
オープニング『アンパンマンのマーチ』
エンディング『勇気りんりん』
作詞：やなせたかし、作曲：三木たかし、歌：ドリーミング
本作のエンディングはフル画面のダイジェスト映像となっている。
挿入歌
『かぼちゃんのバラード』
作詞：やなせたかし、作曲：白川明、編曲：近藤浩章、歌：ドリーミング
『ぼくらはヒーロー』
作詞：やなせたかし、作曲・編曲：近藤浩章、歌：戸田恵子・島本須美・柳沢三千代

## それいけ!アンパンマン ばいきんまんと3ばいパンチ
『それいけ!アンパンマン 空とぶ絵本とガラスの靴』の同時上映作品。
やなせたかしと同じ高知県香北町（現・香美市）出身のアナウンサー・福留功男と、当時の高知県知事・橋本大二郎がゲスト出演。

### あらすじ
ある日の夜、アンパンマンワールドに一隻の宇宙船がやってきた。またもやアンパンマンに敗れたばいきんまんは、その宇宙船に遭遇する。その中から現れたのは、ばいきんまんを助けるためにバイキン星から来たというばいきんまんそっくりのアカキンマンとアオキンマンだった。ばいきんまんはアンパンマンを倒す為、二人と手を組み「バイキントリオ」を結成する。
バイキントリオは、帰る途中のアンパンマンを奇襲してメロンパンナを川へ落とし、トリプルパンチでアンパンマンを遠くへ吹き飛ばすことに成功する。そして、アンパンマンへの勝利を喜んだばいきんまんは、バイキン城で勝利のパーティーを開くのだった。
川に流されたメロンパンナと、バイキントリオに吹っ飛ばされたアンパンマンの運命やいかに…。

### 登場キャラクター（キャスト）

#### レギュラーキャラクター
アンパンマン
声 - 戸田恵子
冒頭でブラックロールパンナとばいきんまんに苦戦していたが、何とか勝利する。その後、メロンパンナと一緒にロールパンナを探すが、道中、ヘドロマンに捕まったメロンパンナを助けた後、バイキントリオの奇襲によって遠くの砂漠まで吹き飛ばされ戦いに失敗する。その後、しょくぱんまんとカレーパンマンに助けられる。また、本作ではしょくぱんまんとカレーパンマンに敬語を使っていたり、事情を聞こうとせずに攻撃を仕掛けるへどろまんに対して怒りを露にするなど、性格や口調が従来の作品と異なっている。
ジャムおじさん
声 - 増岡弘
宇宙船がパン工場の上を通り過ぎた際、「悪いことが起きなければいいんだが…」と不吉な予兆を感じていた。
バタコさん
声 - 佐久間レイ
めいけんチーズ
声 - 山寺宏一
メロンパンナ
声 - かないみか
本作の出番は少ないが、ロールパンナを探す途中、へどろまんに襲われたり、バイキントリオによって谷底に落とされ川に流されるなど、散々な目に遭う。結局ロールパンナに助けられたが、気を失っていたため会うことはできなかった。全て彼女が助けていた事を悟り、木陰から差し込む空を見上げていた。
しょくぱんまん
声 - 島本須美
カレーパンマン
声 - 柳沢三千代
バイキントリオに襲撃され攻撃を食らうが、やられたフリをする演技を見せた。
ロールパンナ
声 - 冨永みーな
同時上映作品としては初登場だが、出番は少なく、冒頭と結尾のみの登場である。なお、同時上映作品でブラック化するのは本作の冒頭のみ。
ばいきんまん
声 - 中尾隆聖
本作の主役であり、またもやアンパンマンに敗れるが、アカキンマン・アオキンマンと手を組み、アンパンマンを倒すことに成功した。
ドキンちゃん
声 - 鶴ひろみ
トリプルヘッドでしょくぱんまんを追い回したアオキンマンを責め立てた。また、アカキンマンの事を「アカチンマン」、アオキンマンの事を「アホキンマン」と呼んだ。
ホラーマン
声 - 肝付兼太
バイキントリオが破れ去った後、吹っ飛んできたばいきんまん達に巻き込まれ骨がバラバラになり身体を修復させたが、強力なトリプルパンチで長く吹っ飛んでいたバイキントリオとドキンちゃんが墜落した際に再び骨がバラバラになる。ドキンちゃんに見惚れていたアカキンマン、アオキンマンに対して嫉妬の表情を浮かべていた。なお、本作以後5年間、同時上映作品には登場しない。
へどろまん
声 - 緒方賢一
本作はヘドロにまみれて姿を現した。ロールパンナを探していたアンパンマンとメロンパンナを眠りの邪魔をしに来たと勘違いし、沼の泥でマントが汚れて飛べなくなったメロンパンナをアリジゴクの如く捕らえてしまう。その後はアンパンマンも襲撃するが、泥の体故に乾燥が弱点である事を見破られアンパンマンに葉っぱを使った竜巻攻撃で撃退される。
EDのキャストクレジットでは「ヘドロマン」とカタカナ表記で紹介された。

#### ゲストキャラクター
アカキンマン
声 - 山寺宏一
性別 - 男
短気でせっかちな赤いばいきんまん。ばいきんまんを助ける為にアオキンマンと一緒にバイキン星からやって来た。ドキンちゃんに見とれていて本人は気に留めなかったが、彼女からは「アカチンマン」と呼ばれていた。ただしホラーマンが呼ぶと怒りを霧にしていた。また、挿入歌「バイキントリオ3ばいパンチ」では3番を歌っているが、相次いで邪魔をするホラーマンに対してかサビではかなりはっちゃけていた。
なお、本作ではアカキンマンの声は山寺宏一が務めたが、TVシリーズでは三ツ矢雄二が担当していた。
アオキンマン
声 - 福留功男
性別 - 男
のん気で忘れっぽい性格の青いばいきんまん。よくアカキンマンの台詞を真似する。少しの事では驚かない上アカキンマンから叩かれても気にしないマイペース。アカキンマンと一緒にバイキン星からばいきんまんを助けにやって来た。アカキンマン同様、ドキンちゃんに見とれていて本人は気に留めなかったが、彼女からは「アホキンマン」と呼ばれていた。ただしホラーマンが呼ぶと怒りを霧にしていた。
バイキントリオ（ばいきんまん、アカキンマン、アオキンマンの3人組）で合わせると3倍の強さになるが、なかなかタイミングが合わない。VHSパッケージからはバイキントリオが重なって同時に直接パンチを繰り出しているシーンがあるが実際は3人が乗るバイキンUFOから繰り出すマジックハンドのパンチからの連続攻撃である。
なお、本作ではアオキンマンの声は福留功男が務めたが、TVシリーズでは増岡弘が担当していた。
シバテンのだいちゃん
声 - 橋本大二郎
性別 - 男
ある川に住んでいる伝説のシバテン（見た目はカワウソに近い）。川を守っていて正義感が強い。ロールパンナからメロンパンナを探すよう依頼され、滝に落ちそうになっていたメロンパンナを助けた。なお、シバテンはやなせの故郷の高知県や同じ四国の徳島県に伝わる妖怪である。

#### その他の登場キャラクター
みみせんせい
カバオくん
声 - 山寺宏一
ウサ子
ウサお
ネコ美
以上のキャラは冒頭で天体観測をしていたが、宇宙船の接近に驚いていた。
かびるんるん

### 乗り物と道具
アンパンマン号
ドキンUFO

#### バイキンメカ
バイキンUFO
本作はアカキンマンとアオキンマンの同型のUFOが登場。マジックハンドの色は従来のピンクではなく黒となっている（足は通常通りピンク）。ばいきんまんの物はアンパンマンに敗れて大破していたが、アカキンマンのUFOとアオキンマンのUFOに修復してくれた。
トリプルヘッド
三つ首の頭にそれぞれバイキントリオが乗って操縦している怪獣型のロボット。バイキントリオのUFOが合体することで出来る。チームワークが取れている内は強力だったが、ドキンちゃんの介入で崩れてしまい、あげくに臆病風に吹かれたアカキンマンとアオキンマンがばいきんまんを盾にしようとするなどチームワークが乱れアンパンマン、カレーパンマン、しょくぱんまんのトリプルパンチに敗れた。

### スタッフ
- 制作総指揮・原作 - やなせたかし「アンパンマンとぱしぱしぱしーん」（フレーベル館刊）
- 製作 - 加藤俊三
- 企画 - 武井英彦
- プロデューサー - 柳内一彦、中谷敏夫、前田伸一郎、山崎喜一朗
- 脚本 - 日吉恵
- 音楽 - いずみたく、近藤浩章
- キャラクターデザイン・作画監督 - 前田実
- 美術 - 横山幸博
- 撮影 - 藤倉直人
- 編集 - 鶴淵允寿
- 音響監督 - 山田悦司[注釈 1]、山田智明
- 音楽監督 - 鈴木清司
- 音響効果 - 糸川幸良
- 監督 - 大賀俊二
- 原画 - 梅原隆弘、阿部航、西山里枝、荒牧園美
- アニメーション制作 - キョクイチ東京ムービー
- 製作 - 有限会社やなせスタジオ、アンパンマン製作委員会
- 制作協力 - スタジオ ジュニオ、ミゾ企劃

### 楽曲
エンディング『ぼくらはヒーロー』
作詞：やなせたかし、作曲・編曲：近藤浩章、歌：戸田恵子・島本須美・柳沢三千代
次作のタイトル及びエンディングにも使用される。
挿入歌
『バイキントリオ 3ばいパンチ』
作詞：やなせたかし、作曲・編曲：近藤浩章、歌：中尾隆聖・山寺宏一・福留功男
上記の「ぼくらはヒーロー」をバイキントリオ風にアレンジした曲。本作では1番と2番・3番とを分割した形で流された。
『とんでくるのは誰?』
作詞：やなせたかし、作曲：堺泰馬、編曲：近藤浩章、歌：ドリーミング
『私はドキンちゃん』
作詞：やなせたかし、作曲：いずみたく、編曲：近藤浩章、歌：ドリーミング